# São Domingos do Sul
São Domingos do Sul là một đô thị thuộc bang Rio Grande do Sul, Brasil. Đô thị này có diện tích 78,952 km², dân số năm 2007 là 2854 người, mật độ 36,15 người/km².